# Knúkur (Borðoy)
De Knúkur is een berg die ligt op het eiland Borðoy, Faeröer. De berg heeft een hoogte van 642 meter.